# Gammelsdorf
Gammelsdorf – miejscowość i gmina w Niemczech, w kraju związkowym Bawaria, w rejencji Górna Bawaria, w regionie Monachium, w powiecie Freising, wchodzi w skład wspólnoty administracyjnej Mauern. Leży około 22 km na północny wschód od Freising.

## Dzielnice
Dzielnicami w gminie są: 
| - Berghof - Daberg - Dreifaltern - Flickendorf - Gabelsberg - Gelbersdorf - Giglberg - Häringsschwaig - Hiendlberg - Katharinazell - Kothingried - Kreuzholzen - Landersdorf | - Langholzen - Oberpriel - Priel - Rehbach - Reichersdorf - Reith - Roßberg - Schergenöd - Starkhof - Traich - Weichsberg - Willersdorf - Winbürg |

## Demografia
Dane o ludności z 31 grudnia 2008:
| Opis                                | Ogółem | Ogółem | Kobiety | Kobiety | Mężczyźni | Mężczyźni |
| ----------------------------------- | ------ | ------ | ------- | ------- | --------- | --------- |
| Jednostka                           | osób   | %      | osób    | %       | osób      | %         |
| Populacja                           | 1575   | 100    | 687     | 43,62   | 888       | 56,38     |
| Wiek przedprodukcyjny (0–17 lat)    | 296    | 18,79  | 142     | 9,02    | 154       | 9,78      |
| Wiek produkcyjny (18–65 lat)        | 1050   | 66,67  | 439     | 27,87   | 611       | 38,79     |
| Wiek poprodukcyjny (powyżej 65 lat) | 229    | 14,54  | 106     | 6,73    | 123       | 7,81      |

## Polityka
Wójtem gminy jest Paul Bauer, wcześniej urząd ten obejmował Alfons Kipfelsberger, rada gminy składa się z 12 osób.
|      | ÜWG | Razem |
| 2008 | 12  | 12    |
| 2002 | 12  | 12    |